# Koldo Gorostiaga Atxalandabaso
Koldo Gorostiaga Atxalandabaso (Bilbao, 30 de maig de 1940) és un polític nacionalista basc. Va ser diputat al Parlament Europeu entre 1999 i 2004 en representació d'Euskal Herritarrok, plataforma electoral independentista basca refundada posteriorment en Batasuna, posteriorment il·legalitzada per la seva vinculació amb ETA.

## Trajectòria acadèmica
Gorostiaga va néixer a Bilbao. Va cursar Dret a les universitats de Valladolid i Deusto, obtenint la llicenciatura en 1963. Es va doctorar la Universitat de Barcelona amb una tesi sobre Dret del Treball el 1966. Ha treballat com a professor titular a les universitats de Barcelona i Pau. També a Nantes, Bordeus i París. És també fundador de l'Institut de Dret Cooperatiu i Economia Social de la Universitat del País Basc on exerceix de professor de Dret del Treball.

## Trajectòria política
Des de 1974 viu a Iparralde. Va treballar també per a l'Oficina Europea de Llengües Minoritàries (1995) i va ser membre del Consell Econòmic i Social de la comunitat autònoma del País Basc. Fou el cap de llista d'Euskal Herritarrok a les eleccions al Parlament Europeu de 1999, assolint l'únic escó de diputat d'EH. En aquestes eleccions, EH va obtenir 306.923 vots (1,47%), 225.796 al País Basc i 45.146 a Navarra. Al Parlament Europeu, Gorostiaga va romandre com a diputat no adscrit.
El març de 2002, la policia francesa va detenir el llavors tresorer de Batasuna, Jon Gorrotxategi, després de passar a França des de Bèlgica amb 200.304 euros en metàl·lic, declarant que es tractava de fons que Gorostiaga havia rebut del Parlament Europeu en concepte de dietes, despeses de viatges i ajudes per a la contractació d'ajudants. Davant aquests fets, la Taula del Parlament Europeu va obrir una investigació concloent en 2003 que Gorostiaga no havia justificat adequadament 176.516 euros, per la qual cosa havia de retornar-los. Gorostiaga va retornar 58.155 euros, però va recórrer judicialment la decisió del Parlament. En 2005, Tribunal de Primera Instància de la Unió Europea va rebutjar el recurs de Gorostiaga. Encara que va recórrer un altre cop, el Tribunal de Justícia de la Unió Europea, desestimà novament el recurs (febrer de 2009) i ordenà Gorostiaga tornar la resta dels diners. El Parlament Europeu també votà no prorrogar-li la immunitat parlamentària que Gorostiaga havia reclamat per a enfrontar-se al procés judicial obert a França pel cas, per haver esdevingut quan ell era diputat.
Després de la seva sortida del Parlament Europeu, Gorostiaga ha donat suport públic a diverses iniciatives polítiques de l'entorn de Batasuna: presentació d'Herritarren Zerrenda a les eleccions al Parlament Europeu de 2004 (la llista va ser anul·lada en aplicació de la Llei de Partits espanyola per constituir una continuació de Batasuna); recerca de suport per a les converses entre ETA i el Govern espanyol entre diverses forces del Parlament Europeu (2005);; la presentació d'un "marc democràtic per a Euskal Herria" a Pamplona el 3 de març de 2007; o la presentació d'Euskal Herriaren Alde per a participar en les eleccions al Parlament Europeu de 2009 a Francia.